# 列昂尼德·斯泰因
列昂尼德·斯泰因（俄语：Леонид Захарович Штейн，1934年11月12日—1973年7月4日），乌克兰出身的苏联国际象棋棋手、特级大师。20世纪60年代他曾是跻身世界前十的顶尖棋手。
斯泰因于1960年、1962年两获乌克兰国际象棋冠军。1962年，他还被授予国际象棋特级大师称号。此后，他于1963年、1965年、1966年三度夺得苏联国际象棋全国冠军。然而，他却没有闯入过世界冠军候选人赛。1973年，仍接近其职业生涯顶峰的斯泰因在莫斯科因心脏病发逝世，年仅38岁。